# Centro Médico Baruch Padeh
O Centro Médico Baruch Padeh (em hebreu: בית חולים ברוך פדה) (transliterado: Beit Cholim Baruch Padeh) anteriormente conhecido como o Centro Médico Poriya, é um centro médico situado na região de Galilea, no Estado de Israel. O centro foi estabelecido em 1955 e substituiu ao hospital Schweitzer e ao hospital da Igreja Escocesa em Tiberíades.

## Centro médico

### História
Em Março de 2005, o hospital passou a chamar-se centro médico Baruch Padeh. O sétimo Director Geral do Ministério de Saúde de Israel, que também foi um dos directores gerais do hospital. Durante a última década, o hospital transformou-se de um pequeno hospital do governo local a um centro médico acreditado de 318 camas localizado no este de Galilea, no norte de Israel. Hoje, o centro médico Baruch Padeh oferece serviços em quase todos os campos médicos, inclui salas para pacientes internados, serviços ambulatorios, quirófanos, um instituto de cateterismo cardíaco, um departamento de medicina de emergência, um instituto de imágen médica, laboratórios clínicos e investigação.

### Area de actuação
O centro serve a uma região de aproximadamente 120.000 habitantes de Tiberíades, os Altos do Golán, o Vale do Jordán, Galilea e povos, aldeias, kibutzim e assentamentos dos arredores da região. A população diversa inclui a: judeus, muçulmanos, cristãos, drusos e circasianos. As hospitalizações anuais chegam a aproximadamente a 24.000, com 67.000 derivações ao departamento de emergência e 91.000 derivações às clínicas ambulatorias e aos serviços ambulatorios. Ademais, o departamento de maternidade tem uma taxa a cada vez maior com mais de 3.300 nascimentos ao ano. O centro médico tem 1.000 empregados que incluem: médicos, enfermeiras, paramédicos, pessoal administrativo e pessoal especializado com uma origem étnica diverso, similar ao dos pacientes. O hospital realiza uma ampla e variada faixa de actividades académicas e de investigação. Está filiado à Faculdade de Medicina de Galilea, educando e liderando aos estudantes, promovendo a investigação em medicina clínica e em investigação básica.

### População atendida
A população atendida pelo centro médico também inclui a soldados das FDI estacionados na região, forças da ONU estacionadas nos Altos do Golán e no sul do Líbano, cuja sede se encontra em Tiberíades, e ademais inclui a 80.000 turistas (nacionais e estrangeiros), quem visitam o Mar de Galilea, e vários lugares sagrados nos centros turísticos, particularmente durante o verão. O Centro Médico tem 318 camas de hospital para pacientes, 12 camas para pacientes ambulatorios, 9 estações de diálisis e 31 berços para recém nascidos. O hospital brinda quase todos os ramos de serviços médicos, excepto a cirurgia torácica e a neurocirugía. No campo da cirurgia oral e maxilofacial, o centro serve como hospital regional.

### Renovação
Actualmente, o centro médico está num período de desenvolvimento, após a renovação de suas salas internas e de cardiología, e o estabelecimento de um cateterismo e uma sala de recém nascidos prematuros. Em 2011, o centro abriu um novo departamento de medicina de emergência (EMD). Em 2012, reformou-se o departamento de maternidade do hospital. O departamento renovado incluirá salas de partos, uma sala de maternidade, uma unidade de fecundación in vitro e uma unidade de gravidez.

### Pessoal do centro
O Centro Médico emprega a mais de 900 pessoas, incluídos médicos, empregados auxiliares, empregados paramédicos, pessoal administrativo e pessoal de limpeza. O pessoal inclui membros de todas as religiões e grupos étnicos que vivem na região. As boas relações têm sido mantidas pelos empregados durante muitos anos. O centro encontra-se actualmente em processo de construir um novo departamento de medicina de emergência, que inclui um albergue subterrâneo de hospitalização e um novo departamento de maternidade, que incluirá salas de partos, salas de maternidade, serviços de fecundación in vitro, clínicas de gravidez de alto risco e mais departamentos. O centro está filiado com a Faculdade de Medicina da Universidade Bar-Ilan, e com a Escola de Medicina de Galilea.